# Bandung (Ngrampal)
Bandung is een bestuurslaag in het regentschap Sragen van de provincie Midden-Java, Indonesië. Bandung telt 3961 inwoners (volkstelling 2010).